# Eleições estaduais de Berlim Ocidental em 1967
As eleições estaduais de Berlim Ocidental em 1967 foram realizadas a 12 de Março e, serviram para eleger os 137 deputados para o parlamento estadual.
O Partido Social-Democrata da Alemanha, apesar de ter perdido votos e deputados em relação a 1963, manteve-se, de forma claro, como o maior partido, ao obter 56,9% dos votos e 81 deputados, e, assim, preservar a maioria parlamentar.
A União Democrata-Cristã apenas conseguiu uma ligeira subida, ficando muito distante do SPD, ao ficar-se pelos 32,9% dos votos.
Por fim, o Partido Democrático Liberal manteve-se estável nos 7% dos votos.
Após as eleições, e pela primeira vez no estado, o Partido Social-Democrata da Alemanha decidiu formar governo sozinho.

## Resultados Oficiais
| Partido                 | Partido                             | Votos     | %     | +/-   | Deputados | +/-     |
| ----------------------- | ----------------------------------- | --------- | ----- | ----- | --------- | ------- |
|                         | Partido Social-Democrata            | 829 694   | 56,87 | 5,01  | 81 / 137  | 8       |
|                         | União Democrata-Cristã              | 479 945   | 32,89 | 4,05  | 47 / 137  | 6       |
|                         | Partido Democrático Liberal         | 103 973   | 7,13  | 0,80  | 9 / 137   | 1       |
|                         | Partido Socialista Unificado        | 29 925    | 2,05  | 0,70  | 0 / 137   | Estável |
|                         | Sociedade dos Alemães Independentes | 15 507    | 1,06  | Novo  | 0 / 137   | Novo    |
| Votos Inválidos         | Votos Inválidos                     | 22 630    |       |       |           |         |
| Total                   | Total                               | 1 481 674 | 100   |       | 137 / 137 | 3       |
| Eleitorado/Participação | Eleitorado/Participação             | 1 718 435 | 86,22 | 3,68  |           |         |
| Fonte                   | Fonte                               | [ 1 ]     | [ 1 ] | [ 1 ] | [ 1 ]     | [ 1 ]   |